# لوک لیت‌لو
لوک لیت‌لو (انگلیسی: Luke Letlow; ‏۶ دسامبر ۱۹۷۹ – ۲۹ دسامبر ۲۰۲۰) سیاست‌مدار اهل ایالات متحده آمریکا و نماینده منتخب مجلس نمایندگان از حزب جمهوری‌خواه بود. با مدرک لیسانس علوم از دانشگاه فناوری لوئیزیانا فارغ‌التحصیل گشته بود.

## زندگی‌نامه
لیت‌لو در انتخابات نوامبر ۲۰۲۰ از حوزه انتخابیه پنجم لوئیزیانا به مجلس نمایندگان ایالات متحده آمریکا راه یافت و قرار بود روز یکشنبه کار خود را شروع کند اما لیت‌لو یازده روز پیش از مرگ اعلام شد که تست کرونای او مثبت اعلام شده‌است، سه روز بعد اعلام شد برای ادامه معالجه به مرکز درمانی سنت فرانسیس در مونرو در ایالت لوئیزیانا می‌رود. لوک لیت‌لو پس از انتقال به مرکز درمانی شروپورت به بخش مراقبت ویژه منتقل شده بود. اما دو روز پس از بستری شدن اعلام شد که به دلیل وخامت حال این نماینده منتخب او به بیمارستان دیگری منتقل می‌شود. سرانجام لوک لیت‌لو در روز سه شنبه ۲۹ دسامبر ۲۰۲۰ در سن ۴۱ سالگی در شریوپورت بر اثر ابتلا به ویروس کرونا درگذشت.